# Ophiuche perialis
Ophiuche perialis är en fjärilsart som beskrevs av William Schaus 1904. Ophiuche perialis ingår i släktet Ophiuche och familjen nattflyn. Inga underarter finns listade i Catalogue of Life.